# Corsarios del Nilo
Corsarios del Nilo: una novela sobre el Mundo Antiguo (título original en inglés, Raiders of the Nile) es una novela histórica del escritor estadounidense Steven Saylor, publicada primero por Minotaur Books en 2014. Es el decimocuarto libro en su serie de misterio Roma Sub Rosa ambientadas en las últimas décadas de la República Romana, aunque cronológicamente estaría la segunda. El personaje principal es el detective romano Gordiano el Sabueso.

## Sinopsis
Se sitúa en el año 88 a. C. El joven Gordiano vive en Alejandría con su esclava Bethesda. Cuando Bethesda desaparece, descubre que ha sido secuestrada por bandidos, y debe emprender un peligroso viaje por el delta del Nilo, acompañado solo por el joven esclavo Djet. Ahí acaba uniéndose a una banda criminal conocida como El nido del cuco, liderada por el joven Artemón, y debe regresar con ellos a Alejandría para ayudar a Artemón a robar el sarcófago de oro de Alejandro Magno, mientras la ciudad estalla violentamente en torno a ellos. 
La historia tiene como telón de fondo la lucha entre los hermanos Ptolomeo X Alejandro y Ptolomeo IX Sóter (o Látiros) por el trono de Egipto, así como la lucha entre Roma y Mitrídates.

## Recepción crítica
En el USA Today, Robert Bianco habla de que el libro es una "precuela exuberantemente entretenida" añadiendo que "joven o viejo, Gordiano sigue siendo una de las creaciones detectivescas más humanamente complejas de la ficción moderna" y concluye que "esta es una incursión que todos podemos disfrutar".